# Salperwick
Salperwick település Franciaországban, Pas-de-Calais megyében. Lakosainak száma 518 fő (2022. január 1.). Salperwick Tilques, Saint-Martin-lez-Tatinghem, Saint-Omer és Zudausques községekkel határos.

## Népesség
A település népessége az elmúlt években az alábbi módon változott:
| Lakosok száma | 511  | 500  | 521  | 486  | 485  | 479  | 492  | 505  | 518  |
|               | 2013 | 2015 | 2016 | 2017 | 2018 | 2019 | 2020 | 2021 | 2022 |